# Thomas Koch (Eishockeyspieler, 1983)
Thomas Koch (* 17. August 1983 in Klagenfurt am Wörthersee) ist ein ehemaliger österreichischer Eishockeyspieler. Von 2011 bis 2023 spielte er bei seinem Stammverein EC KAC in der Österreichischen Eishockey-Liga. Koch absolvierte auch zwei Spielzeiten für Luleå HF in der schwedischen Elitserien.

## Karriere
Koch gab schon mit 16 Jahren sein Debüt in der Saison 1999/2000 beim EC KAC in der höchsten österreichischen Liga. Er spielte in dieser Spielzeit auch für das Team Telekom in der Nationalliga. Er durchlief alle Juniorennationalteams in Österreich und war in der Saison 2003/04 erfolgreichster österreichischer Scorer und erfolgreichster Vorlagengeber der Play-offs.
2004 wechselte er nach Schweden zu Luleå HF in die Elitserien. Nachdem die NHL in ihrer Saison 2004/05 streikte, war das Team mit Stars aus der NHL verstärkt worden. Unter ihnen waren Tomas Holmström, Mikael Renberg und Justin Williams.
Nach zwei Jahren in Schweden kehrte er zur Saison 2006/07 nach Österreich zurück und schloss sich dem EC Red Bull Salzburg an, mit dem er österreichischer Meister wurde. er selbst trug als Spieler mit der besten Plus/Minus-Bilanz der Liga entscheidend zum Titelgewinn bei. 2009 wurde er als wertvollster Spieler der Liga mit der Ron Kennedy Trophy ausgezeichnet. Nach dem Titelgewinn 2011, als er beim 3:2-Erfolg im entscheidenden siebten Spiel des Play-off-Finales den Siegtreffer in der Verlängerung erzielte, unterschrieb er einen Dreijahresvertrag beim Finalgegner EC KAC, der inzwischen bis 2018 verlängert wurde. Er wurde mit dem Klagenfurter AC fünfmal und mit dem EC Red Bull Salzburg viermal österreichischer Meister. Koch ist von den derzeit in der Österreichischen Liga aktiven Spielern derjenige mit den meisten Toren, Vorlagen und somit auch Scorer-Punkten. Am 22. April 2023 beendete er seine aktive Karriere.

### International
Im Juniorenbereich spielte Koch zunächst 2000 für Österreich bei der U18-B-Weltmeisterschaft und der U20-C-Weltmeisterschaft. Nach der Umstellung auf das Divisionssystem stand er in der Division I bei den U20-Weltmeisterschaften 2001, 2002 und 2003 auf dem Eis.
Mit der Herren-Nationalmannschaft des Alpenlandes nahm er an den Weltmeisterschaften der Top-Division 2003, 2004, 2007, 2009, als die Österreicher nur absteigen mussten, weil die deutsche Mannschaft als Gastgeber folgenden Weltmeisterschaft nicht absteigen konnte, 2011 und 2013 sowie der Division I 2006, als er als bester Stürmer des Turniers ausgezeichnet wurde, 2008, 2010, 2012 und 2014, als er als bester Vorbereiter und – ohne ein Tor selbst erzielt zu haben – Topscorer des Turniers auch in das All-Star-Team berufen und zum besten Spieler seiner Mannschaft gewählt wurde, teil.
Zudem spielte er bei den Qualifikationsturnieren für die Olympischen Winterspiele 2006, 2010 und 2014. Bei letzterer profitierten die Österreicher beim Turnier in Bietigheim-Bissingen von der Niederlage der deutschen Mannschaft gegen Italien und konnten sich – obwohl sie selbst gegen Deutschland in der Verlängerung verloren hatten – erstmals seit 2002 wieder für die Winterspiele qualifizieren. Dort stand das Team um Koch allerdings weitgehend auf verlorenem Posten und erreichte nach drei Niederlagen aus vier Spielen, lediglich Norwegen konnte bezwungen werden, den zehnten Platz unter zwölf Mannschaften.

## Erfolge und Auszeichnungen
- 2000 Österreichischer Meister mit dem EC KAC
- 2001 Österreichischer Meister mit dem EC KAC
- 2004 Österreichischer Meister mit dem EC KAC
- 2004 Bester Vorlagengeber der Playoffs der Österreichischen Eishockey-Liga
- 2007 Österreichischer Meister mit dem EC Red Bull Salzburg
- 2007 Beste Plus/Minus-Bilanz der Österreichischen Eishockeyliga
- 2008 Österreichischer Meister mit dem EC Red Bull Salzburg
- 2009 Österreichischer Vizemeister mit dem EC Red Bull Salzburg
- 2009 Ron Kennedy Trophy als wertvollster Spieler der Österreichischen Eishockey-Liga
- 2010 IIHF-Continental-Cup-Gewinn mit dem EC Red Bull Salzburg
- 2010 Österreichischer Meister mit dem EC Red Bull Salzburg
- 2011 Österreichischer Meister mit dem EC Red Bull Salzburg
- 2012 Österreichischer Vizemeister mit dem EC KAC
- 2013 Österreichischer Meister mit dem EC KAC
- 2017 Österreichischer Vizemeister mit dem EC KAC
- 2019 Österreichischer Meister mit dem EC KAC
- 2021 Österreichischer Meister mit dem EC KAC

### International
- 2000 Aufstieg in die Division I bei der U20-B-Weltmeisterschaft
- 2003 Aufstieg in die Top-Division bei der U20-Weltmeisterschaft der Division I, Gruppe B
- 2006 Aufstieg in die Top-Division bei der Weltmeisterschaft der Division I, Gruppe B
- 2006 Bester Stürmer der Weltmeisterschaft der Division I, Gruppe B
- 2008 Aufstieg in die Top-Division bei der Weltmeisterschaft der Division I, Gruppe A
- 2010 Aufstieg in die Top-Division bei der Weltmeisterschaft der Division I, Gruppe A
- 2012 Aufstieg in die Top-Division bei der Weltmeisterschaft der Division I, Gruppe A
- 2014 Aufstieg in die Top-Division bei der Weltmeisterschaft der Division I, Gruppe A
- 2014 Mitglied des All-Star-Teams, Topscorer und bester Vorbereiter der Weltmeisterschaft der Division I, Gruppe A

## Karrierestatistik
(Legende zur Spielerstatistik: Sp oder GP = absolvierte Spiele; T oder G = erzielte Tore; V oder A = erzielte Assists; Pkt oder Pts = erzielte Scorerpunkte; SM oder PIM = erhaltene Strafminuten; +/− = Plus/Minus-Bilanz; PP = erzielte Überzahltore; SH = erzielte Unterzahltore; GW = erzielte Siegtore; 1 Play-downs/Relegation; Kursiv: Statistik nicht vollständig)